# 진관 체제
진관 체제(鎭管體制)는 15세기 세조 이후 실시되었던, 지역 단위의 방위 체제이다. 진관법(鎭管法)이라고도 한다. 진관 체제를 한 문장으로 표현하면 '수령(지방관)이 각각 군대를 거느리는 것'이다. 각 도에 병영을 설치하여 주진과 그 아래에 거진, 제진을 설치하여 각 지역의 지방관이 지휘하는 체제로 소규모 적의 침략과 내륙을 방어하는데 효과적이지만 대규모 적의 침략을 방어하기에는 한계가 있었다. 대립제, 방군수포제 등, 군역이 문란해짐에 따라 병력자원이 줄어 전투력 유지가 어렵다.

## 기본 체제
주진 1개는 거진 2~5개로 구성되며, 거진 1개는 제진 3~10개로 구성된다.
- 주진(主鎭) : 각 도의 종2품 병마절도사와 정3품 수군절도사가 지휘하는 지역 최상위 진(鎭, 군부대)으로서, 병영성이나 수영성이 주진에 해당됐다.
- 거진(巨鎭) : 종3품 병마/수군첨절제사가 지휘하는 주진 소속의 중간 규모 진이다. 대도호부사(정3품), 목사(정3품), 도호부사(종3품) 등의 수령이 병마첨사를 겸직하며, 수군첨사는 대부분 단직으로 두었다.
- 제진(諸鎭) : 종4품 병마/수군동첨절제사나 종4품 병마/수군만호 지휘하는 말단 진이다. 도호부사(종3품), 군수(종4품) 등의 지방관이 동첨절제사를 겸직한다. 병마/수군만호는 대부분 단직으로 두었다.

각 진에는 판관(종5품), 현령(종5품), 현감(종6품) 등이 겸직하는 종6품 병마/수군절제도위가 속해 있었다. 예를 들면 함경도 명천현감(종6품)이 북청진병마절제도위(종6품)을 겸직하는 식이다.

## 같이 보기
- 제승방략
- 속오군